# CPSV Volleys Chemnitz
CPSV Volleys Chemnitz ist der Name der Volleyball-Abteilung des Chemnitzer Polizeisportvereins, deren erste Frauenmannschaft bis 2018 in der 3. Liga Ost spielte. Bis zur Saison 2012/13 lief die Mannschaft unter dem Namen Fighting Kangaroos Chemnitz auf.

## Team
| Name                  | Nr. | Nation      | Größe  | Geburtsdatum    | Position |
| --------------------- | --- | ----------- | ------ | --------------- | -------- |
| Josephine Brandt      |     | Deutschland | 1,75 m | 28. Aug. 1983   | Z        |
| Annekathrin Franke    | 3   | Deutschland | 1,72 m | 22. Aug. 1987   | U        |
| Kathleen Glaser       | 8   | Deutschland | 1,77 m | 2. Juni 1985    | D        |
| Corina Ssuschke-Voigt | 9   | Deutschland | 1,89   | 9. Mai 1983     | MB/D     |
| Anna-Maria Nitsche    | 14  | Deutschland | 1,70 m | 13. Mai 1998    | U        |
| Anne Jüttner          |     | Deutschland | 1,80 m | 20. Mai 1998    | MB       |
| Daniela Espig         | 4   | Deutschland | 1,70 m | 6. Okt. 1989    | L        |
| Jan Pretscheck        | xx  | Deutschland | 1,94 m | 29. März 1981   | T        |
| Josephine Brandt      | xx  | Deutschland | 1,75 m | 28. August 1983 | CT       |
| Christian Thieme      | xx  | Deutschland | 1,82 m | 20. Apr. 1988   | PH       |

Positionen: AA = Annahme/Außen, D = Diagonal, L = Libero, MB = Mittelblock, U = Universal, Z = Zuspiel, K = Kapitän, T = Trainer, CT = Co-Trainer, S = Scout, PH = Physiotherapeut

## Bundesliga
Nach dem Abstieg aus der Ersten Bundesliga im Jahr 2009 spielten die Chemnitzerinnen in der Zweiten Bundesliga Süd und schlossen diese in der ersten Saison nach dem Abstieg (2009/10) mit einem vierten Platz ab. Auch in der Folgesaison konnten die Frauen des Chemnitzer Polizeisportvereins einen vierten Platz feiern. In der Saison 2011/12 hielten sie auf dem zehnten Tabellenrang die Klasse und platzierten sich mit Ablauf der Saison 2012/13 auf dem achten Tabellenrang. Nach Abschluss der Saison 2013/2014 konnte ein sechster Tabellenplatz verbucht werden. Nach dem Abstieg aus der zweiten Liga 2015 zog man sich noch eine Klasse tiefer in die Regionalliga zurück. In der Saison 2015/16 konnte nach einem Neuanfang als Regionalligameister der direkte Aufstieg in die 3. Liga errungen werden. Dort wurde auf Anhieb der erste Platz und damit der sportliche Aufstieg in die 2. Liga erreicht.

## Weitere Mannschaften
Die zweite Frauen-Mannschaft spielt in der Bezirksklasse. Die Männer-Mannschaft stieg in der Saison 2016/17 aus der Bezirksliga ab und ist jetzt in der Bezirksklasse Chemnitz Ost vertreten. Diese Teams treten alle als Chemnitzer Polizeisportverein an.